# Challenger de Viña del Mar
El Viña Challenger Tennis es un torneo profesional de tenis. Pertenece al ATP Challenger Tour. Se juega desde el año 2023 sobre pistas de tierra batida, en Viña del Mar, Chile.

## Palmarés

### Individuales
| Año  | Campeón             | Finalista   | Resultado |
| ---- | ------------------- | ----------- | --------- |
| 2023 | Thiago Seyboth Wild | Hugo Gaston | 7–5, 6–1  |

### Dobles
| Año  | Campeones                        | Finalistas                       | Resultado   |
| ---- | -------------------------------- | -------------------------------- | ----------- |
| 2023 | Diego Hidalgo Cristian Rodríguez | Luciano Darderi Andrea Vavassori | 6–4, 7–6(5) |